# امیرخسرو دارایی
امیر خسرو دارایی (۱۲۷۲ خورشیدی، طارم- شهریور ۱۳۲۶ خورشیدی، زنجان) ملقب به برهان‌السلطنه و متخلص به خسرو، شاعر و ادب‌دان ایرانی است.

## زندگی
امیر خسرو دارایی فرزند خسرو میرزا دارایی فرزند خلیل‌الله میرزا فرزند عبدالله میرزا دارا پسر یازدهم فتحعلی شاه در سوم شعبان ۱۳۱۰ (۱۲۷۲ هـ. ش) پنج ماه پس از درگذشت پدرش در بنارود طارم متولد شد. مادر او رخساره خانم دختر عموی پدرش و نتیجهٔ عبدالله میرزا دارا بود.
او تحت تربیت عموی خود ابراهیم میرزا برهان‌السلطنه تحصیلات مقدماتی را آغاز کرد. چند سالی از جوانی خود را در کادر جدیدالتاسیس نظام گذراند در زمانی که قشون قزاق برای سرکوب نهضت جنگل به طارم رسیدن امیر خسرو با تمام توان به همکاری آنان رفت و کوه های فومن را به روی میرزاکوچک خان بست. و پس از آن در دورهٔ دو سال و نیمهٔ حکومت سردار مؤید در زنجان، نایب الحکومه طارم بود.
امیر خسرو در شهریور ۱۳۲۳ در زنجان درگذشت و بنا بر وصیت خود در اتاقی که از مادر زاده شده بود، مدفون گشت. او کلیله و دمنه را در کتاب شکرستان خود به نظم کشیده‌است.
دختر او آزاده دارایی (۱۳۱۰-) نیز شاعر است.

## نمونه اشعار
از غزل‌های تُرکی:
| غمزه اؤرگه نیر سندن اگر جانانه لر          |  | مندن اؤرگنسین گرک دیوانه لیق دیوانه لر    |
| گر دوشَم دیوانه تک بازاره حقیم وار منیم     |  | من سنین رسوای عشقین کام آلان بیگانه لر    |
| من جهنم، سن گؤزللیک شانه وی چوخ حئفظ ائله  |  | هر صدفده مسکن ائتمزسن کیمی دردانه لر      |
| شمع تک نور جمالین روشن ائیلر مجلسی         |  | وار نئجه طاقت او شمعه یانماسین پروانه لر  |
| سن خوش اول قوی مجلس عئیشین رقیبه نوش اولا  |  | بسدی بو بی خانمانه گوشهٔ میخانه لر         |
| ایندی بیلدیم گاه گاهی گر منه لطف ائیله دین |  | سالماقا گؤگلوم قوشینی دامه سپدین دانه لر  |
| شربت مرگ ایچمه گه آماده اولماق وختیدور     |  | ایچمه گی لازم اولور دولسا اگر پیمانه لر   |
| سن گؤزللیک شهرتینده من بلای عشقیده         |  | قوی یازیلسین قان ایله عالمده بو افسانه لر |
| مست اولماز باده دن خسرو اگر دریا ایچه      |  | ائتمَسه مستانه گؤزلر غمزهٔ مستانه لر        |

## آثار
- شکرستان، کلیله و دمنه منظوم
- دیوان امیر خسرو، غزلیات و قصاید و امثال
- ارمغان زندان